# Емир Кустуриця
Емир Кустуриця (серб. Емир Кустурица, сербохорв. Emir Kusturica, нар. 24 листопада 1954, Сараєво, СФРЮ) — сербський кінорежисер, актор та співак боснійського походження, відзначений нагородами найбільших кінофестивалів Європи, включаючи дві «Золоті пальмові гілки» фестивалю в Каннах; кавалер французького Ордена літератури й мистецтва. Крім кінематографії, Кустуриця є учасником рок-групи «The No Smoking Orchestra».
У 2005 році був охрещений як Неманя Кустурица (серб. Немања Кустурица).
Фігурант бази даних центру «Миротворець».

## Біографія

### Молоді роки
Кустуриця народився 24 листопада 1954 року в Сараєві, що на той час  було столицею союзної республіки Боснія і Герцеговина у складі Югославії (зараз Сараєво — столиця незалежної держави Боснія і Герцеговина). Батьками Емира були серби-мусульмани, що «не практикують», хоча як заявляв сам Кустуриця, його далекі предки були православними сербами. Згідно з історичними джерелами, предки Кустуриці, по батьківській лінії, приїхали з села Плане недалеко від містечка Білеча. Батько — Мурат Кустуриця — був членом Комуністичної партії і працював у Міністерстві інформації Боснії та Герцеговини.

### Навчання у Празі
У 18 років Кустуриця поїхав із Сараєва отримувати освіту. Він обрав для навчання факультет кіно й телебачення престижної Академії виконавських мистецтв (FAMU) у Празі (Чехословаччина), випускниками якого в різні часи були Мілош Форман, Їржі Менцель та Горан Паскалевич.
Свої перші фільми Кустуриця створив саме під час навчання у Празі — це короткометражні стрічки «Частина правди» (1971) та «Осінь» (1972).
Дипломний фільм Кустуриці — 25-хвилинна стрічка «Герніка» (1978) — розказував історію хлопчика з єврейської сім'ї наприкінці 1930-х років. Спрямований проти нацизму й антисемітизму фільм, в якому Кустуриця одночасно був режисером, сценаристом і оператором, отримав головний приз на фестивалі студентського кіно в Карлових Варах.

### Сараєво
Після повернення до Сараєва, Кустуриця створив два фільми для місцевого телебачення. У 1978-му він поставив фільм «Наречені приходять» (сербохорв. Nevjeste Dolaze), однак через певні морально-етичні міркування фільм не випущено на екрани. Пізніше Кустуриця в інтерв'ю, опублікованому в книжці Le petit livre d'Emir Kusturica розказав, що рішення зняти цей фільм було найсміливішим учинком у його житті, бо теми, що він підняв у цьому фільмі, табуйовано в соціалістичній Югославії. Із фільму «Наречені приходять» почалася співпраця Кустуриці з оператором Вілько Філачем.
У 1979 році знято ще один телефільм — «Буфет „Титанік“» (сербохорв. Bife “Titanik”) за романом Іво Андрича. Дія цього фільму, як і «Герніки», розгортається під час Другої світової війни в Сараєві.
У 1981 році відбувся дебют повнометражного фільму Кустуриці «Чи пам'ятаєш ти Доллі Белл?» (босн. Sjećaš li se Doli Bel?), що оповідав про дитинство і підлітковий вік сараєвського хлопчика шістдесятих, роль якого виконав Славко Штімац. «Чи пам'ятаєш ти Доллі Белл?» — перший югославський фільм, знятий не офіційною сербсько-хорватською мовою, а рідною для Костуриці боснійською говіркою. Картина принесла йому перший великий успіх — приз за найкращий дебютний фільм та приз ФІПРЕССІ на міжнародному кінофестивалі у Венеції.
Наступний фільм знято лише за чотири роки, в 1985-му. Це був «Тато у відрядженні» (босн. Otac na službenom putu), який показує повоєнні роки в Югославії очима дитини. Попри те, що на момент зйомок маршал Тіто вже помер, повоєнні репресії та сварка Тіто зі Сталіним, яка згадується у фільмі, все ще лишалися забороненими темами. У фільмі «Тато у відрядженні» Кустуриця вперше зняв Предрага Манойловича, Мир'яну Каранович та Давора Дуймовича, які пізніше з'явилися ще в деяких стрічках режисера. Фільм приніс Кустуриці «Золоту пальмову гілку» та приз ФІПРЕССІ на Каннському фестивалі, а також номінації на «Оскар» та «Золотий глобус». Мілош Форман, що був головою журі і вручав «Золоту пальмову гілку» югославу, назвав Емира головною надією європейського та світового кіно.
Третя картина Кустуриці, «Час циган» (сербохорв. Dom za vešanje — «Дім для повішення», 1988) була створена за участю британських та італійських продюсерів. Фільм було знято в Македонії і він став першим зверненням Кустуриці до циганської тематики і одним із перших в історії кінофільмом про циган циганською мовою. Головну роль підлітка Перхана зіграв Давор Дуймович, а саундтрек написав Горан Брегович, з яким Кустуриця співпрацював і в наступних двох своїх фільмах. За «Час циган» Кустурицю було нагороджено призом за режисуру на Каннському кінофестивалі.

### США
Уже маючи досвід викладання в кіношколі Сараєва (з якої режисера звільнили після того, як він став учасником панк-рок-групи «Zabranjeno Pušenje»), Емира Кустурицю було запрошено Мілошем Форманом читати лекції в Колумбійському університеті.
Сценарій, який написав студент Кустуриці Девід Аткінс, після невеликого опрацювання був покладений в основу англомовного фільму «Аризонська мрія» (англ. Arizona Dream, 1993). У фільмі знялися зірки американського кіно Джонні Депп та Фей Данавей. На створення картини пішло дуже багато часу, і дата прем'єри неодноразово переносилася. Зрештою, фільм не викликав захоплення у критиків і провалився в прокаті, хоча й був удостоєний премії «Срібний ведмідь» на Берлінському кінофестивалі. Таким чином, «Аризонська мрія» стала першою і, очевидно, останньою американською картиною Кустуриці: зараз[коли?] режисер заявляє про те, що не хоче працювати в Голлівуді.

### Повернення до Югославії
1992 року почалась Боснійська війна. Будинок сім'ї Кустуриці в Сараєво було зруйновано, батько режисера Мурат Кустуриця незабаром помер від серцевого нападу. Сім'я знайшла притулок у Чорногорії. Дивлячись, що відбувається з його країною, Кустуриця повернувся до Югославії для того, щоб почати роботу над новим фільмом — фантасмагоричною притчею з елементами чорної комедії «Андеграунд» (серб. Подземље, англ. Underground) за сценарієм знаменитого югославського драматурга Душана Ковачевича.
Фільм вийшов на екрани в 1995 році. У цій режисерській роботі Кустуриця пов'язав минуле своєї країни з епізодами новітньої історії (початок війни на Балканах). Реакція критики на картину була неоднозначною, і Кустуриця, вирішивши, що його не зрозуміли, навіть заявив, що йде з кінематографу.
Попри це, «Андеграунд» приніс йому другу «Золоту пальмову гілку» кінофестивалю в Каннах, і Кустуриця став третім режисером, що двічі завоював цей приз (після Френсіса Форда Копполи і Білле Аугуста; пізніше це досягнення повторили Імамура Сьохей та брати Дарденн).
За три роки Кустуриця знову повернувся до циганської теми. На відміну від «Часу циган», його новий фільм «Чорна кішка, білий кіт» (серб. Црна мачка бели мачор, фр. Chat noir, chat blanc, 1998), що виріс із проєкту про циганську музику для німецького телебачення, був комедією. Картина була фаворитом Венеційського кінофестивалю в 1998 році, але не отримала головний приз, хоча режисера було нагороджено «Срібним левом» за найкращу режисуру. Незадовго до початку роботи над фільмом група «Zabranjeno pušenje» була відроджена під новою назвою «The No Smoking Orchestra». Співробітництво з Гораном Бреговичем Кустуриця припинив після «Андеграунда», і музику до «Чорної кішки…» написав лідер групи «Доктор Нелле» Карайлич.
У жовтні 1999 року брав участь у телешоу італійського співака Адріано Челентано «Francamente me ne infischio».
Після цього фільму була тривала перерва, під час якої Кустуриця був зайнятий переважно «The No Smoking Orchestra». Місце за ударною установкою в групі зайняв син режисера — Стрибор Кустуриця. У 2001 році режисер зняв документальний фільм про групу «8 суперісторій».
Однак не можна сказати, що в цей період Кустуриця не мав жодних контактів з ігровим кіно — як актор він знявся у фільмах «Вдова з острова Сан-П'єр» (2000, реж. Патрис Леконт), «Хороший злодій» (2003, реж. Ніл Джордан), а також продюсував картину свого співвітчизника Душана Мілича «Полуничка в супермаркеті» (2003).
2004 року, після тривалої перерви, на екрани вийшов новий фільм Емира Кустуриці «Життя як диво» (серб. Живот је чудо, англ. Life is a miracle), в якому режисер знову звернувся до теми війни на Балканах, діючи в своєму улюбленому жанрі трагікомедії. У головній ролі знявся Славко Штімац, також на екрані з'явилась Весна Тривалич, Мир'яна Каранович (що грала ще у фільмі «Тато у відрядженні»), Стрибор Кустуриця та два музики із «The No Smoking Orchestra» — Нелле Карайлич та Деян Спараволо. Фільм «Життя як диво» було представлено на 57-му Каннському кінофестивалі, але він отримав лише приз французької системи освіти. Однак без нагород картина не залишилася: за «Життя як диво» Кустуриця був удостоєний премії «Сезар».

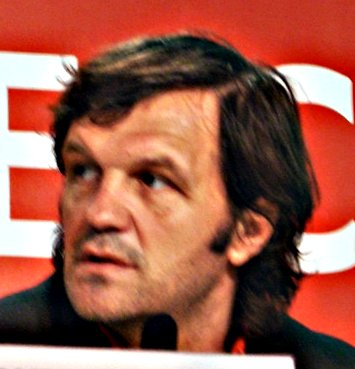
Кустуриця на Каннському кінофестивалі, 2005

Наступного, 2005 року, Кустуриця сам очолив каннське журі, котре під його керівництвом присудило «Золоту пальмову гілку» фільму братів Дарденн «Дитя». Того ж року він взяв участь у створенні кіноальманаха «Невидимі діти», поставивши один із семи епізодів цього фільму — «Циганча».
Восьмий повнометражний фільм Кустуриці, прем'єра якого відбулася в травні 2007 року, отримав назву «Заповіт» (серб. Завіт, англ. Promise me this). Із цією стрічкою Кустуриця брав участь у конкурсі 60-го Каннського фестивалю, і, вп'яте взявши участь у цьому престижному кіноперегляді, вперше не отримав жодного призу.
26 червня 2007 відбулась прем'єра панк-опери «Час циган», що була написана музикантами «The No Smoking Orchestra» за мотивами однойменного фільму.
У 2008 році вийшов документальний фільм «Марадона» про знаменитого аргентинського футболіста Дієго Марадону.
У 2012 році знявся в новелі «Jam Session» фільму «Гавано, я люблю тебе» в ролі самого себе.

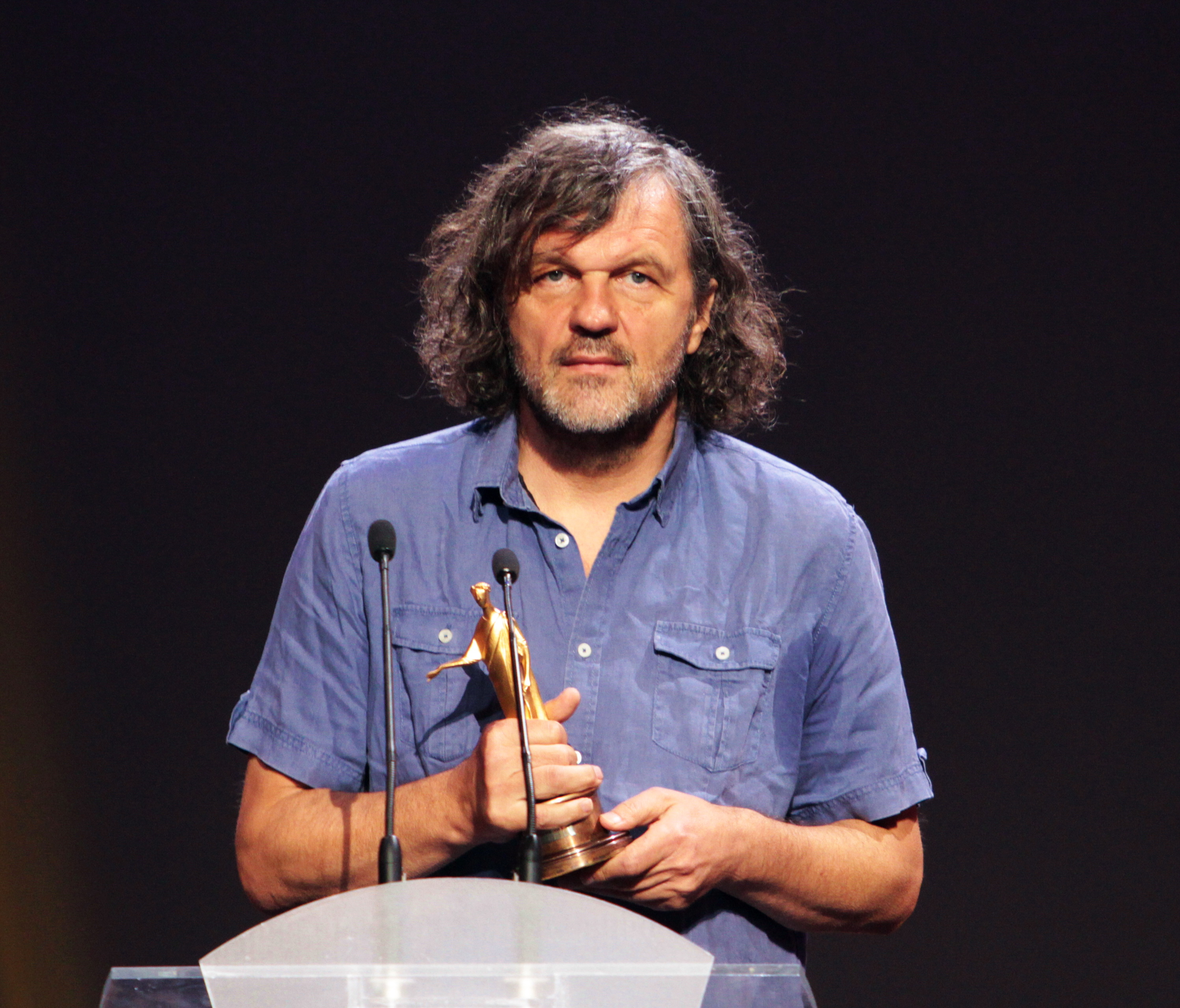
Кустуриця на церемонії відкриття 4-го ОМКФ, Одеса, 12 липня 2013

## Висловлювання щодо України
Незважаючи на велику кількість своїх прихильників в Україні, у грудні 2013 року Емир Кустуриця негативно висловився щодо української Революції гідності, заявивши про невіру в те, що люди на Майдані несуть у життя України щось хороше, а також стверджував, що лише Росія допоможе Україні, а Володимир Путін — єдиний, хто здатен протистояти НАТО і Євросоюзу. Крім того, режисер заявив, що бачив, як на Майдані «один нацист відзначав роковини смерті іншого нациста». Пізніше Кустуриця підтримав російське вторгнення в Україну в лютому 2014 року.
4 листопада 2016 році прийняв із рук Путіна орден Дружби «за значний внесок у зміцнення дружби і співпраці між народами, збереження і популяризацію російської мови і культури за кордоном». Під час церемонії Кустуриця заявив, що «Володимир Путін — людина, яка внесла рівновагу у світову політику», а Росія «зіграла головну роль у захисті світу від фашизму».
23 липня 2017 року Кустуриця, який прилітав до окупованого Росією Криму, де разом зі своєю фолк-рок-групою «The No Smoking Orchestra» дав свій перший і єдиний на півострові концерт, заявив, що вважає Крим територією Росії: «Я знаю Ялту по тому договору, який там був зроблений після Другої світової війни. Знаю, що в Ялті дуже хороша погода, що тут дуже хороші дівчата. Все, що тут, цікаво для мене, тому що ви теж частина Російської Федерації».
У лютому 2022 року Кустуриця прийняв пропозицію міністра оборони РФ Сергія Шойгу стати головним режисером Центрального академічного театру Російської армії.
2 квітня 2024 Кустурица на зустрічі з Путіним заявив:
Я хочу вам подякувати за вашу історичну справедливість. Те, що відбувається в Україні — це боротьба для нас, для тих, хто бачив, що робили бандерівці в Хорватії. Зараз, коли починається новий світ, у мене є ідея зробити російський триптих. Три фільми.Оригінальний текст (рос.)
Я хочу вас поблагодарить за вашу историческую справедливость. То, что происходит на Украине — это борьба для нас, для тех, кто видел, что делали бандеровцы в Хорватии. Сейчас, когда начинается новый мир, у меня есть идея сделать русский триптих. Три фильма.

## Фільмографія

### Режисер
- Герніка, 1978, короткометражний
- Наречені приходять (Nevjeste dolaze), 1979, телефільм
- Буфет «Титанік» (Bife Titanik), 1980, телефільм
- Nije čovjek ko ne umre, 1980, телефільм
- Чи пам'ятаєш ти Доллі Белл? (Sjećaš li se Dolly Bell), 1981
- Тато у відрядженні (Otac na službenom putu), 1985
- Час циган (Dom za vešanje), 1988
- Час циган, 1990, мінісеріал
- Аризонська мрія (Arizona Dream), 1993
- Парижани, 1994, відеофільм
- Андеграунд (Podzemlje), 1995
- Була собі одна країна (Bila jednom jedna zemlja), 1995—1996, мінісеріал
- Чарівний автобус, 1997, короткометражний
- Чорна кішка, білий кіт (Crna mačka, beli mačor), 1998
- 8 суперісторій, 2001, документальний
- Життя як диво, 2004
- Невидимі діти, 2005, епізод «Циганча»
- Життя як диво, 2006, мінісеріал
- Заповіт (Обіцянка) 2007
- Марадона, 2008, документальний
- Розмови з богами, 2014, сегмент «Наше життя»
- По чумацькому шляху, 2016
- По чумацькому шляху, 2018, мінісеріал
- Ель Пепе: Найвище життя, 2018, документальний

### Актор
- 2009 — Справа Фаруелла — Сергій Григор'єв
- 2011 — Пелікан — Демосфен Кузмановіч
- 2012 — Гавано, я люблю тебе — актор
- 2012 — Вир — батько Богданова
- 2014 — Розмови з богами — монах
- 2016 — По чумацькому шляху — Коста
- 2018 — По чумацькому шляху (мінісеріал) — Коста (1 епізод)
- 2019 — Балканський рубіж — таксист